# Лелич
Лелич (серб. Лелић) — населённый пункт в Сербии, Колубарском округе, общине Валево.

## Население
В селе проживает 568 жителей, из которых совершеннолетних 486. Средний возраст — 45,9 лет (мужчины — 43,9 года, женщины — 47,9 лет). В населённом пункте 182 домохозяйства, среднее число членов в которых — 3,00.
564 жителя — сербы (99,3 %).

## Известные уроженцы
- Николай (Велимирович) (1881—1956) — епископ Сербской православной церкви
- Артемий (Радосавлевич) (1935—2020) — епископ Рашско-Призренской епархии в 1991—2010

## Достопримечательности
Около села находится монастырь Челие

## Галерея

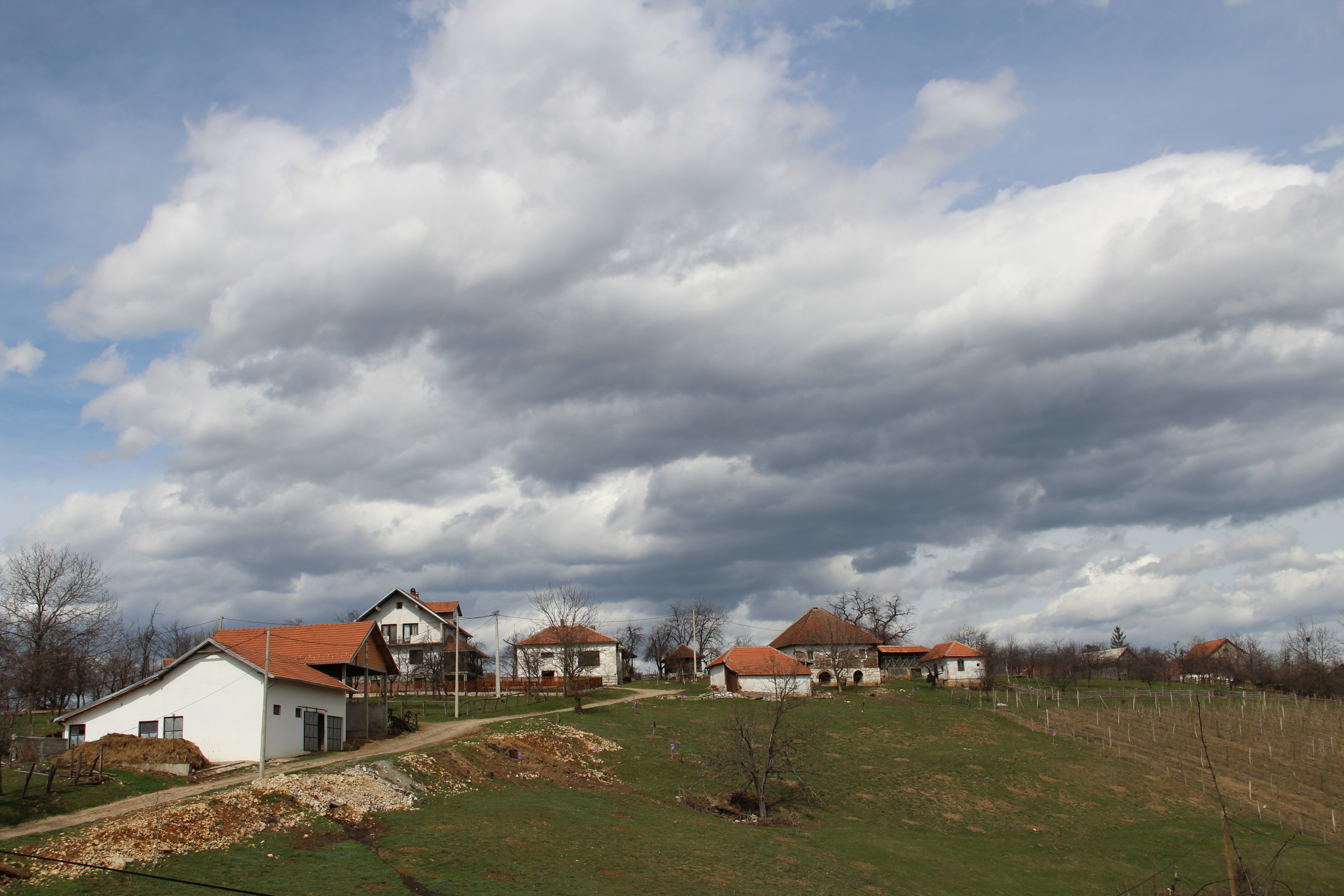
Лелић - Панорама
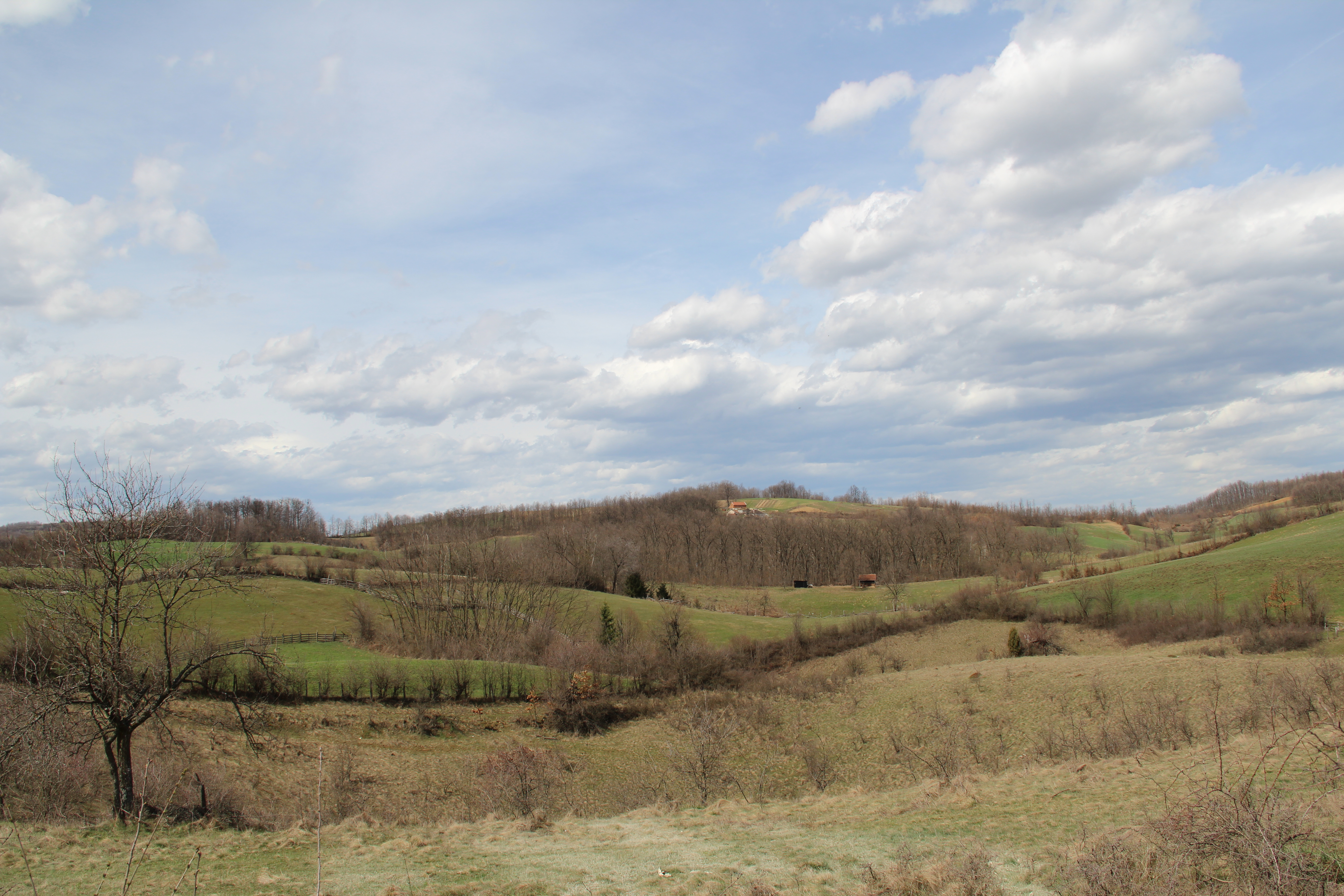
Лелић - Панорама
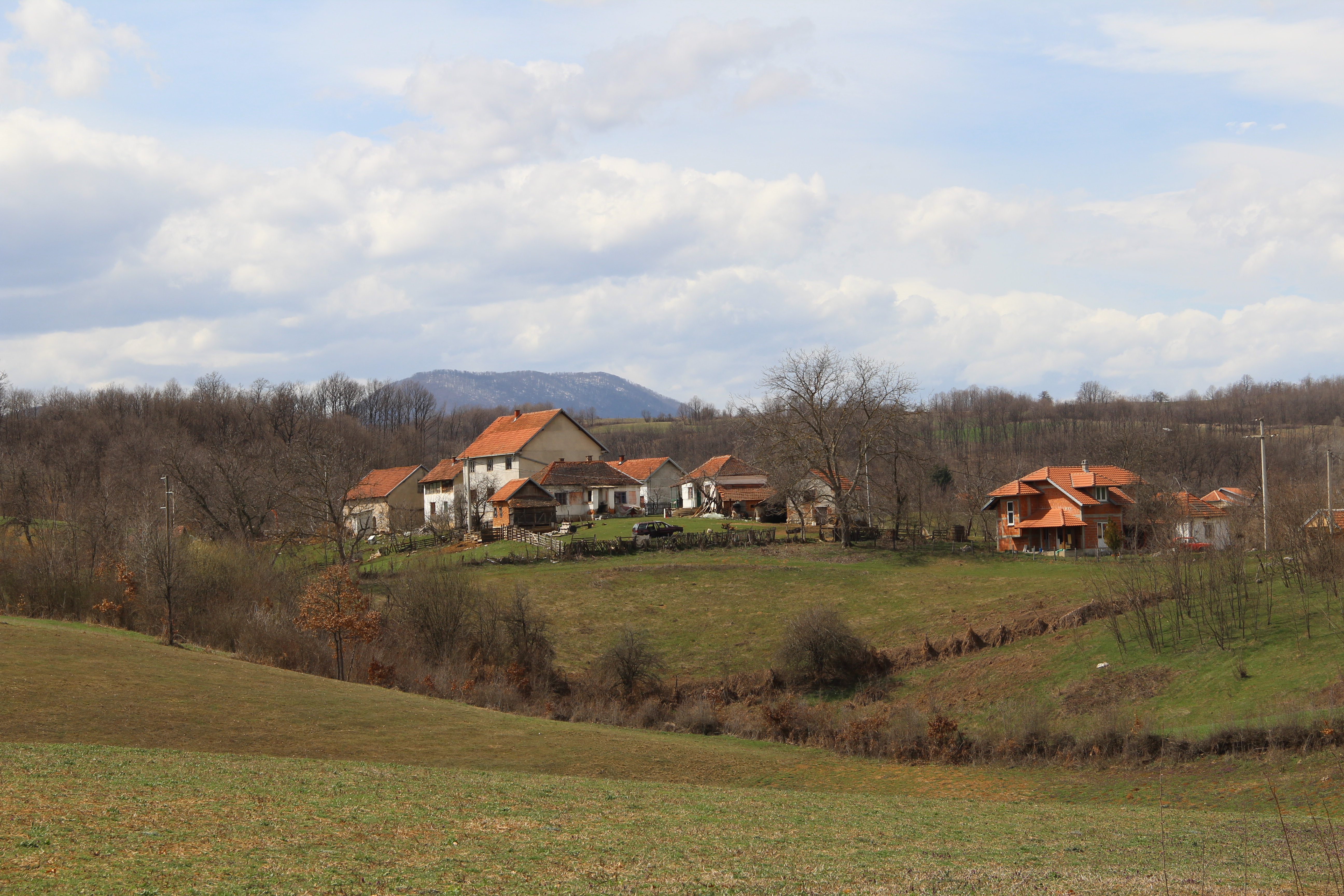
Лелић - Панорама
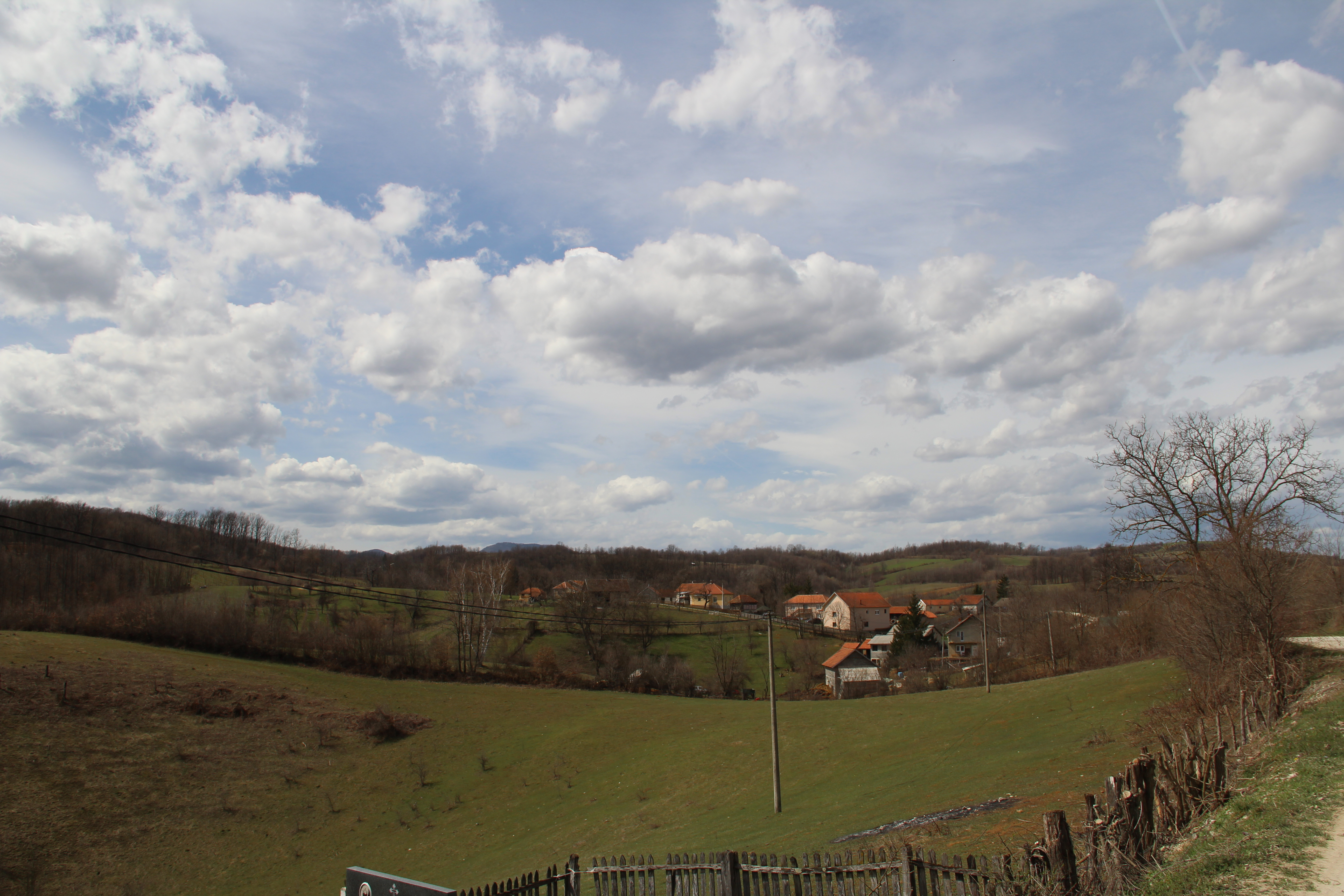
Лелић - Панорама
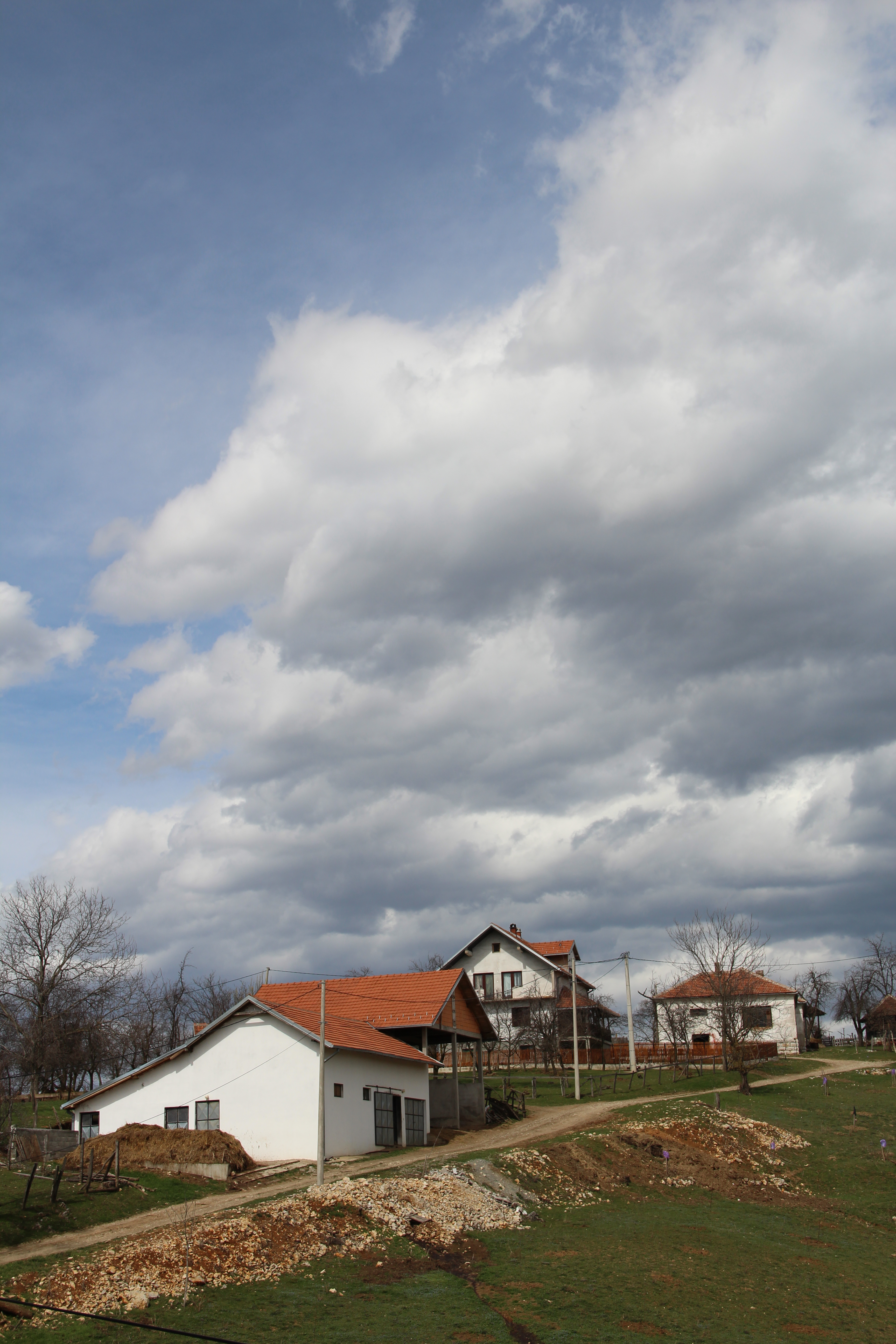
Лелић - Панорама
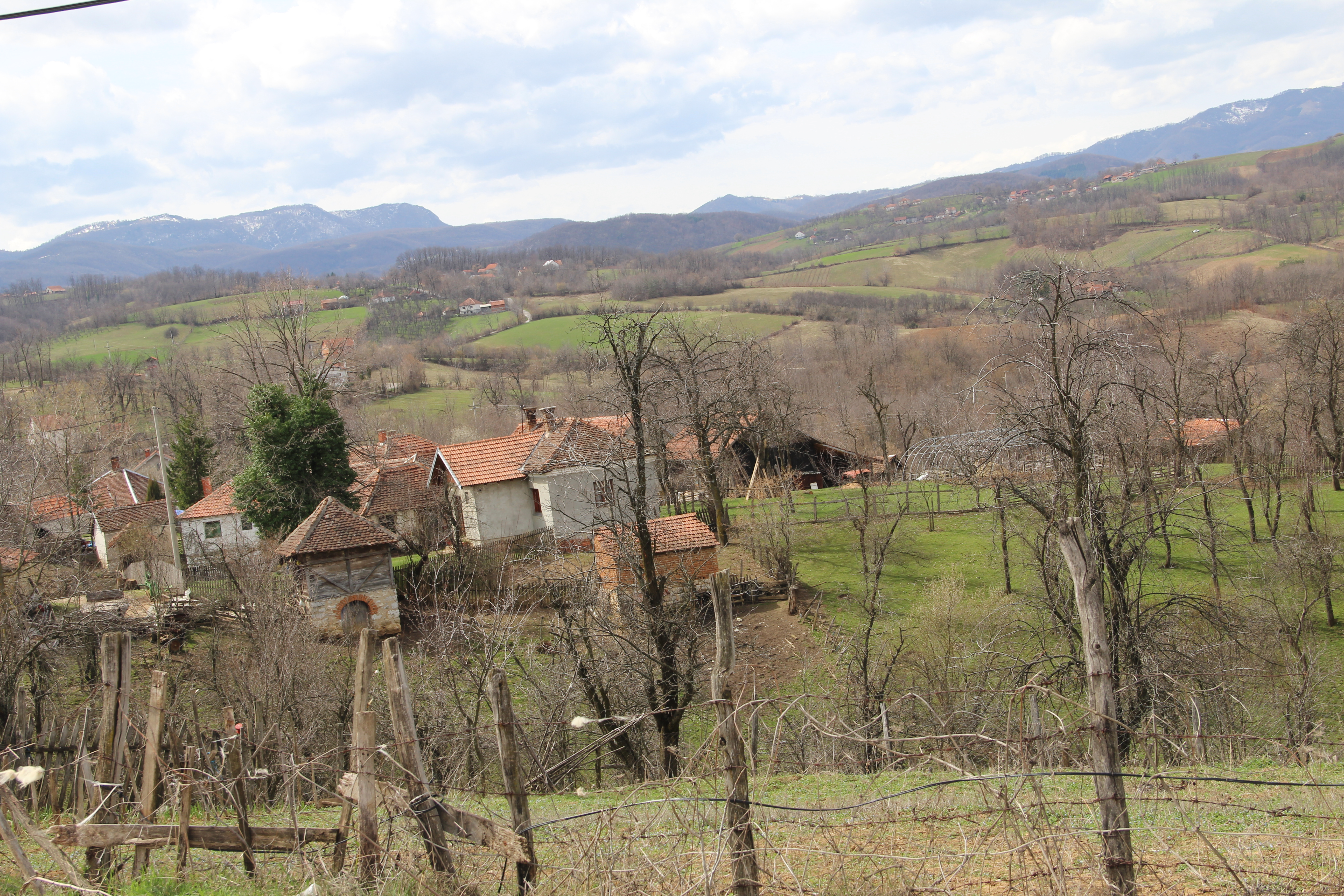
Лелић - Панорама
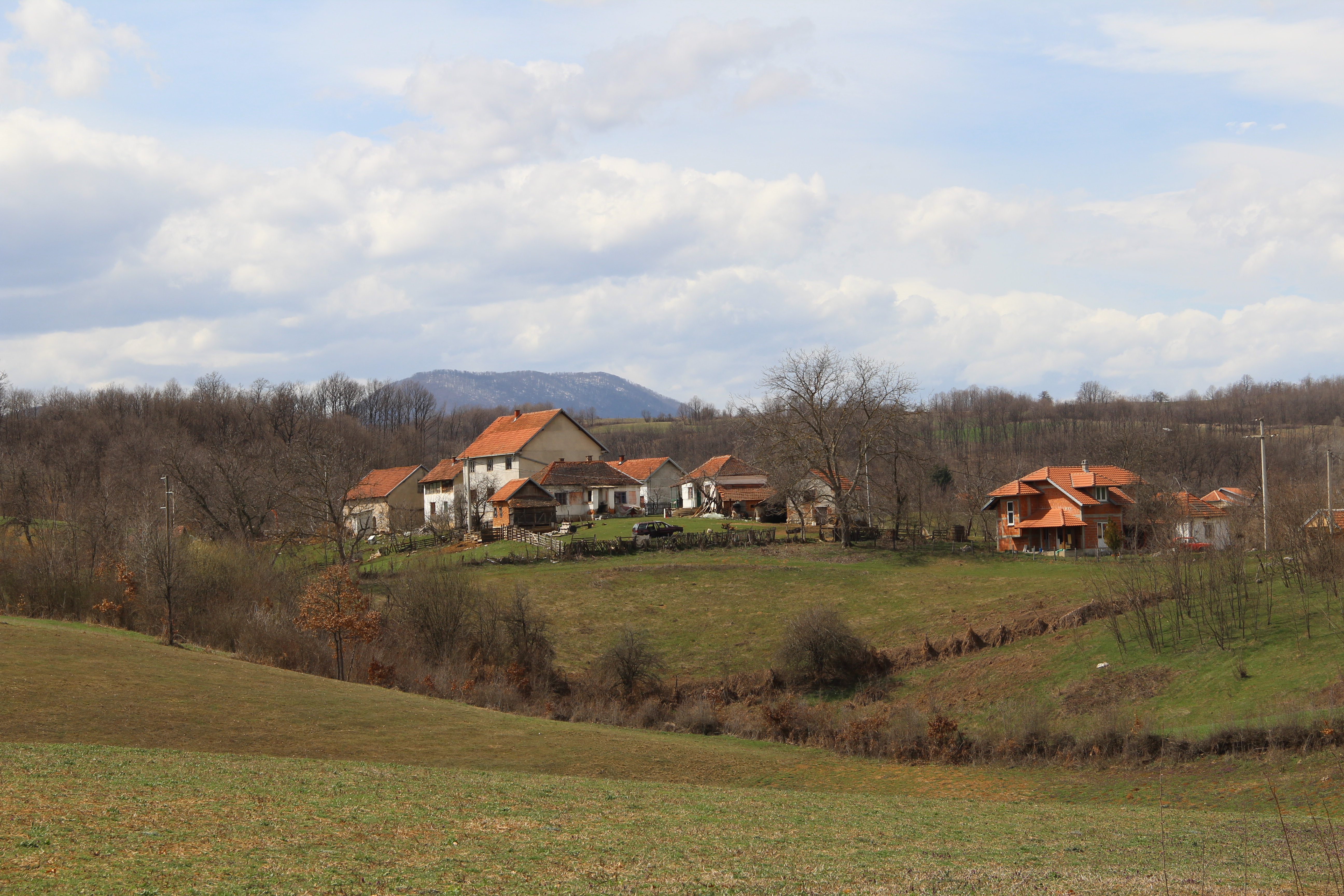
Лелић - Панорама